# LOL (film, 2012)
LOL är en amerikansk nyinspelning av en fransk film från 2008 under titeln LOL (Laughing Out Loud). Filmen är regisserad och skriven av Lisa Azuelos. I huvudrollerna ses Miley Cyrus och Demi Moore. Filmen hade premiär i Sverige den 13 juni 2012.

## Handling
När 15-åriga Lola dumpas av sin pojkvän så sätter hon siktet på hans bästa vän. Hon påbörjar sitt sexuella uppvaknande och experimenterar med droger. Under Lola's vedermödor kämpar hennes omedvetna 40-åriga mor med att gå vidare från sin skilsmässa.

## Rollista
- Miley Cyrus som Lola Williams
- Demi Moore som Anne Williams
- Ashley Greene som Ashley
- Douglas Booth som Kyle
- Adam Sevani som Wen
- Thomas Jane som Allen
- Jay Hernandez som James
- Marlo Thomas som Granny
- Nora Dunn som Emily's Mother
- Gina Gershon som Kathy
- Fisher Stevens som Roman
- George Finn som Chad
- Lina Esco som Janice
- Ashley Hinshaw som Emily
- Tanz Watson som Lloyd
- Austin Nichols som Mr. Ross
- Jean-Luc Bilodeau som Jeremy

## Produktion
Nyinspelningen skrevs och regisserades av Lisa Azuelos, som även skrev och regisserade originalet. Michael Shamberg och Stacey Sher från Double Feature Films och Tish Cyrus producerade. Filmningen ägde rum sent 2010 i Detroit, Chicago och Paris.